# Jan Bedřich Kittl
Dr. jur. Jan Bedřich Kittl, též uváděn jako Johann Friedrich Kittl, křtěn Jan Bernard Fridrich Kittl (podepisoval se většinou J. F. Kittl) (8. května 1806 Orlík nad Vltavou — 20. července 1868 Lešno) byl český skladatel, významná osobnost pražského kulturního života ve 40.–60. letech 19. století a druhý ředitel Pražské konzervatoře (1843–1865). Z jeho díla měla největší úspěch opera Bianca a Giuseppe aneb Francouzové před Nizzou (1848).

## Život a činnost
Jan Bedřich Kittl se narodil jako druhý ze sedmi dětí a první syn justiciála orlického panství (vlastníkem panství tehdy byl Karel Filip ze Schwarzenbergu). Jan Bedřich Kittl měl původně nastoupit na místo po otci, a proto studoval právnickou fakultu pražské univerzity, kde promoval na doktora práv, a v letech 1831–1836 pracoval u pražské finanční prokuratury.
Současně se však věnoval hudbě, zejména hře na klavír, v čemž jej podporovala vdova po knížeti Marie Anna z Hohenfeldu, která jej uvedla jako hudebníka do šlechtické společnosti. Po právnických studiích navíc studoval skladbu u Václava Jana Tomáška, u nějž se seznámil s řadou dalších hudebních osobností. V roce 1832 se poprvé setkal s mladým Richardem Wagnerem a o rok později s úspěšným skladatelem Louisem Spohrem a s oběma nadále udržoval čilý korespondenční kontakt. Později navázal kontakt například i s Heinrichem Marschnerem, Hectorem Berliozem a Franzem Lisztem. Ohlas jeho skladeb, a konkrétně autorského koncertu konaného v den Kittlových 30. narozenín (8. května 1836), jej přesvědčil opustit právnickou kariéru a věnovat se nadále pouze hudbě. Úspěch v tomto oboru potvrdila Kittlova symfonie č. 2 Lovecká (1838), která se brzy rozšířila po celé Evropě, když ji do programu svých koncertů zařadili mj. Louis Spohr a Felix Mendelssohn-Bartholdy.

### Ředitelem konzervatoře
Po smrti prvního ředitele Pražské konzervatoře Friedricha Dionyse Webera (1776–1842) byl s podporou pražské šlechty 4. července 1843 jmenován novým ředitelem a tuto funkci vykonával až do roku 1865. Jeho působení bylo jedno z nejvýznamnějších v dějinách tohoto ústavu. Koncerty konzervatoře, které se vyznačovaly aktuální dramaturgií (Berlioz, Schumann, Mendelssohn-Bartholdy, Liszt, Wagner), měly vysokou úroveň, kterou chválili i hostující skladatelské osobnosti. Například Hectora Berlioze přiměl ohlas Kittlova uvedení jeho předehry Král Lear k návštěvě Prahy. Orchestr konzervatoře rovněž při zvláštních příležitostech působil jako posila orchestru Stavovského divadla, což mj. umožnilo uvedení instrumentálně náročných Wagnerových oper v 50. letech 19. století.

### Skladatelská činnost
Pro jeho skladatelskou pověst měla největší význam opera Bianca a Giuseppe aneb Francouzové před Nizzou na libreto Richarda Wagnera, která měla premiéru v revolučním roce 1848. Námět opery vzatý z Velké francouzské revoluce souzněl s dobovou náladou a některé melodie rychle zpopulárněly. V následujících dvou desetiletích byla Bianca a Giuseppe jednou z nejhranějších oper v Praze a byla rovněž uvedena v zahraničí. Kittlovy další dvě opery, Lesní kvítek z roku 1852 a Obrazoborci z roku 1854, sklidily jen průměrný ohlas. Kittlova hudba se zjevně držela starších vzorů (zejména Meyerbeera) a brzy po Kittlově smrti byla již považována za zastaralou, jak dokládá i malý ohlas a nepříznivé kritiky prvního nastudování Bianky a Giuseppa v češtině (Prozatímní divadlo 1875).

## Závěr života a smrt
Od začátku 60. let poznamenaly Kittlův život nemoc a následky neurovnaného života. Po odhalení skutečnosti, že řadě členů pedagogického sboru konzervatoře dlouhodobě dluží peníze, byl – přes zásah příznivců a mecenášů – ze svého místa roku 1865 propuštěn. Odešel z Prahy do Lešna (tehdy v Prusku), kde působil jako soukromý učitel a 20. července 1868 zemřel.

## Odkaz
Kittl byl vychován německy, byť v českém prostředí, a v osobním styku preferoval němčinu. Od doby studií však udržoval kontakty s českými vlastenci, s nimiž se seznámil zejména v okruhu Václava Jana Tomáška. Na Pražské konzervatoři zavedl vedle němčiny výuku v češtině, aby česky mluvící studenti nebyli znevýhodněni. Jeho opery (psané i s mezinárodními ambicemi) i většina salónních písní jsou psány na německé texty, vedle toho však psal i písně a zejména sbory na texty české, často vlasteneckého obsahu. Česká i německá kulturní veřejnost se k němu hlásily rovným dílem.

## Dílo
Vedle tří zachovaných oper (Bianca a Giuseppe aneb Francouzové před Nizzou, Lesní kvítek a Obrazoborci) a čtyř symfonií tvoří Kittlovo dílo zejména skladby pro klavír, písně a sbory.

## Diskografie
Z díla Jana Bedřicha Kittla bylo nahráno jen málo a ještě méně nahrávek je obchodně dostupných. Existující nahrávky z obou novodobých nastudování opery Bianca a Giuseppe stejně jako rozhlasová nahrávka Lovecké symfonie nebyly oficiálně vydány.
- 1955, Večer (píseň), Věra Krilová (zpěv), Alfred Holeček (klavír), vydal Supraphon v rámci LP Písně českého národního obrození
- 1971, Bianca a Giuseppe, finále II. dějství, vydal Supraphon v rámci kompletu LP Dějiny českého divadla – soubor zvukových dokumentů
- 1999, písně Trost, Die Spinnerin, Das tote Herz, Ins stille Land!, Zur Nacht, Winterlied, Trostlos, Denkst du wohl mein?, Ständchen, Wilde Rose, Das Sternchen, Liebesglück hat tausend Zungen, Lieb' hat eine treue Schwester, Die Abfahrt des Corsaren, Petr Matuszek (zpěv), Petr Jiříkovský (klavír). Supraphon (SU 3408-2 231) v rámci CD Vilém Blodek•Johann Friedrich Kittl: Songs